# Cantó de Crécy-sur-Serre
El cantó de Crécy-sur-Serre és un cantó francès del departament de l'Aisne, situat al districte de Laon. Té 19 municipis i el cap és Crécy-sur-Serre.

## Municipis
- Assis-sur-Serre
- Barenton-Bugny
- Barenton-Cel
- Barenton-sur-Serre
- Bois-lès-Pargny
- Chalandry
- Chéry-lès-Pouilly
- Couvron-et-Aumencourt
- Crécy-sur-Serre
- Dercy
- Mesbrecourt-Richecourt
- Montigny-sur-Crécy
- Mortiers
- Nouvion-et-Catillon
- Nouvion-le-Comte
- Pargny-les-Bois
- Pouilly-sur-Serre
- Remies
- Verneuil-sur-Serre

## Història
| Data d'elecció                           | Identitat       | Partit        | Qualitat |
| ---------------------------------------- | --------------- | ------------- | -------- |
| 1945-1951                                | Gilbert Devèze  | SFIO          |          |
| 1951-1993                                | Charles Brazier | Divers droite |          |
| 1993-2001                                | Marcel Vivès    | PS            |          |
| 2001-                                    | Bernard Ronsin  | Divers droite |          |
| les dades anteriors no són pas conegudes |                 |               |          |
|                                          |                 |               |          |

## Demografia
| A partir de 1990: Població sense dobles comptes |